# Cúp quốc gia Scotland 1896–97
 Cúp quốc gia Scotland 1896–97 là mùa giải thứ 24 của giải đấu bóng đá loại trực tiếp uy tín nhất Scotland. Chức vô địch thuộc về Rangers khi đánh bại Dumbarton 5-1 trong trận Chung kết.

## Lịch thi đấu
| Vòng      | Ngày thi đấu đầu tiên | Số trận đấu | Số đội tham gia |
| --------- | --------------------- | ----------- | --------------- |
| Vòng Một  | 9 tháng 1 năm 1897    | 16          | 32 → 16         |
| Vòng Hai  | 23 tháng 1 năm 1897   | 8           | 16 → 80         |
| Tứ kết    | 13 tháng Hai 1897     | 4           | 8 → 4           |
| Bán kết   | 13 tháng 3 năm 1897   | 2           | 4 → 2           |
| Chung kết | 20 tháng 3 năm 1897   | 1           | 2 → 1           |

## Vòng Một
| Đội nhà             | Tỉ số  | Đội khách         |
| ------------------- | ------ | ----------------- |
| Abercorn            | 4 – 0  | Hurlford          |
| Arthurlie           | 4 – 2  | Celtic            |
| Blantyre            | 5 – 0  | Bathgate          |
| Dumbarton           | 2 – 1  | Raith Rovers      |
| Duncrab Park        | 1 – 10 | Hibernian         |
| Dundee              | 7 – 1  | Inverness Thistle |
| Falkirk             | 2 – 0  | Orion             |
| Heart of Midlothian | 2 – 0  | Clyde             |
| Leith Athletic      | 5 – 1  | Dunblane          |
| Lochgelly United    | 1 – 2  | King's Park       |
| Greenock Morton     | 3 – 1  | St Johnstone      |
| Motherwell          | 3 – 3  | Kilmarnock        |
| Partick Thistle     | 2 – 4  | Rangers           |
| St Bernard's        | 2 – 1  | Queen's Park      |
| St Mirren           | 5 – 1  | Renton            |
| Third Lanark        | 8 – 1  | Newton Stewart    |

### Đá lại
| Đội nhà    | Tỉ số | Đội khách  |
| ---------- | ----- | ---------- |
| Kilmarnock | 5 – 2 | Motherwell |

## Vòng Hai
| Đội nhà      | Tỉ số | Đội khách           |
| ------------ | ----- | ------------------- |
| Abercorn     | 4 –1  | Blantyre            |
| Arthurlie    | 0 – 2 | Greenock Morton *   |
| Dumbarton    | 4 – 4 | Leith Athletic      |
| Dundee       | 4 – 2 | King's Park *       |
| Kilmarnock   | 3 – 1 | Falkirk *           |
| Rangers      | 3 – 0 | Hibernian           |
| St Bernard's | 5 – 0 | St Mirren           |
| Third Lanark | 5 – 2 | Heart of Midlothian |

- Trận đấu tuyên bố bỏ trống

## Đá lại
| Đội nhà        | Tỉ số | Đội khách       |
| -------------- | ----- | --------------- |
| Arthurlie      | 1 –5  | Greenock Morton |
| Leith Athletic | 3 – 3 | Dumbarton       |
| Dundee         | 5 – 0 | King's Park     |
| Kilmarnock     | 7 – 3 | Falkirk         |

## Đá lại lần 2
| Đội nhà   | Tỉ số | Đội khách      |
| --------- | ----- | -------------- |
| Dumbarton | 3 – 2 | Leith Athletic |

## Tứ kết
| Đội nhà         | Tỉ số | Đội khách    |
| --------------- | ----- | ------------ |
| Dumbarton       | 2 – 0 | St Bernard's |
| Dundee          | 0 – 4 | Rangers      |
| Kilmarnock      | 3 – 1 | Third Lanark |
| Greenock Morton | 2 – 2 | Abercorn     |

### Đá lại
| Đội nhà  | Tỉ số | Đội khách       |
| -------- | ----- | --------------- |
| Abercorn | 2 – 3 | Greenock Morton |

## Bán kết
| Đội nhà         | Tỉ số | Đội khách  |
| --------------- | ----- | ---------- |
| Dumbarton       | 4 – 3 | Kilmarnock |
| Greenock Morton | 2 – 7 | Rangers    |

## Chung kết
| Rangers | 5 – 1 | Dumbarton |
| ------- | ----- | --------- |
|         |       |           |